# ミクーリン設計局

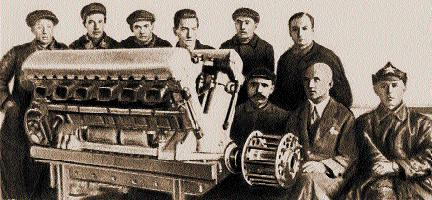
ミクーリンと彼のスタッフ1932年

ミクーリン設計局（第24設計局、OKB-24）はソビエト連邦（ソ連）の航空機エンジンの設計者であったアレクサンドル・アレクサーンドロヴィチ・ミクーリン(ロシア語: Александр Александрович Микулин)が1943年に開設した設計局である。彼の成果にはソビエト初の液冷式ピストン航空機エンジンであるミクーリン AM-34と、ソビエト初のジェット旅客機であるツポレフ Tu-104に搭載されたミクーリン AM-3ターボジェットエンジンが含まれる。彼の設計した航空機エンジンを搭載した航空機は大祖国戦争（独ソ戦）において大きな戦果を挙げ、彼自身も殊勲を受けた。
1956年にミクーリンが異動すると、代理として働いていたセルゲイ・トゥマーンスキーがゼネラルデザイナー（主任設計者）となり、名称もツマンスキー設計局に改称された。これに伴い、RD-9は名称が変更されている。

## エンジン
- M-17
- AM-34
- AM-35
- AM-38
- AM-39
- AM-42
- AM-3